# 褐斑龍鰧
褐斑龍鰧 是條鰭魚綱鱸形目龍鰧科龍鰧屬一個種。分布於大西洋東部地中海至西南非海域。

## 命名
本魚由法國博學家喬治·居維葉於1829年命名。
其種小名於拉丁語意為「發光」。

## 分布
本魚分布於大西洋東部，從歐洲的直布羅陀直到西非的幾內亞灣，也見於地中海。所在海域沿岸國家包括：阿爾巴尼亞、阿爾及利亞、安哥拉、貝南、喀麥隆、剛果共和國、剛果民主共和國、克羅埃西亞、塞浦路斯、科特迪瓦、埃及、赤道幾內亞、法國、加彭、甘比亞、加納、直布羅陀、希臘、幾內亞、幾內亞比索、以色列、義大利、黎巴嫩、賴比瑞亞、利比亞、馬爾他、茅利塔尼亞、摩納哥、蒙特內哥羅、摩洛哥、奈及利亞、葡萄牙（馬德拉群島）、塞內加爾、塞爾維亞、塞拉利昂、斯洛維尼亞、西班牙（加那利群島、巴利阿里群島）、阿拉伯敘利亞共和國、多哥、突尼西亞、土耳其、英國、西撒哈拉。
本魚為亞熱帶魚種，為底棲魚，棲息水深1-150公尺，通常在30-60公尺。
分布範圍為北緯46度至南緯16度，西經14度至東經36度。

## 形態
本魚為中型魚，體長可達50公分，通常在25公分左右，本魚第一背鰭的棘及鰓蓋棘有毒腺。

## 生態
本魚為底棲魚，棲息水深1-150可達70公尺。棲息於大陸棚上、從近岸淺海到約150公民深處的少質或泥質海底。本魚如其同屬會藏身泥沙中，露出雙眼及有毒背鰭以伏擊獵物。通常是夜行性，主食為小魚及無脊椎動物。
魚苗及卵皆浮游。

## 經濟利用
本魚可食用，通常是偶爾被拖網及傳統方式捕獲，但有些地方卻很普遍。並沒有區分本魚的統計報告。通常是被海底拖網捕獲並出售，但在地中海東部，以色列的拖網渔船會將混獲的本魚悉數棄於海中。

## 風險管理
本魚的背棘、鰓蓋棘有毒腺，被刺傷會引起劇烈疼痛，其疼痛可以持續好几天，且傷口有感染風險。

## 保護現狀
本魚的威脅來自拖網漁業，在埃及地中海海域，本魚是拖網的混獲魚，但在以色列的海域則很少混獲而且會被全數拋棄。然而，整體而言，本魚分布範圍廣泛且在許多原生地依然很常見，沒有重大的威脅而且也不是漁業的目標。所以，國際自然保護聯盟於2014年評估本魚為無危物種。